# يوهان أرنينج
يوهان أرنينج (بالسويدية: Johan Arneng) مواليد 14 يونيو 1979 في السويد، هو لاعب كرة قدم سويدي. يلعب كلاعب وسط.

## المسيرة الاحترافية

### أندية لعب لها
- نادي فوليرينغا لكرة القدم
- نادي يورغوردينس
- نادي أوليسوند
- نادي سيريانسكا

## روابط خارجية
- يوهان أرنينج على موقع IMDb (الإنجليزية)
- يوهان أرنينج على موقع اتحاد النرويج (النرويجية)
- يوهان أرنينج على موقع اتحاد السويد (السويدية)
- يوهان أرنينج على موقع قاعدة بيانات كرة القدم.إي يو (الإنجليزية)
- يوهان أرنينج على موقع ناشيونال فوتبول تيمز (الإنجليزية)
- يوهان أرنينج على موقع Soccerway.com (الإنجليزية)
- يوهان أرنينج على موقع عالم كرة القدم.نت (الإنجليزية)